# Ana Lucía
Ana Lucía Cruz Saco Lesevic (* 1998 in München) ist eine deutsche Komikerin peruanischer Abstammung.

## Leben
Sie studierte Psychologie und Kommunikationswissenschaften an der Ludwig-Maximilians-Universität.
2024 gewann sie den Senkrechtstarterpreis des Bayerischen Kabarettpreises. Sie ist regelmäßig im Format Falsch, aber lustig zu sehen. Mehrfach begleitete sie Moritz Neumeier als Opener auf seiner Comedy-Tour.
Am 10. Januar 2025 wurde ein YouTube-Video auf dem Kanal der heute-show veröffentlicht, in dem Ana Lucía als Außenreporterin vom Dreikönigstreffen der FDP im Vorfeld der Bundestagswahl 2025 berichtet. Am 28. Februar 2025 führte sie auch eine Straßenumfrage zum Thema Schuldenbremse durch.